# Komische Oper Berlin

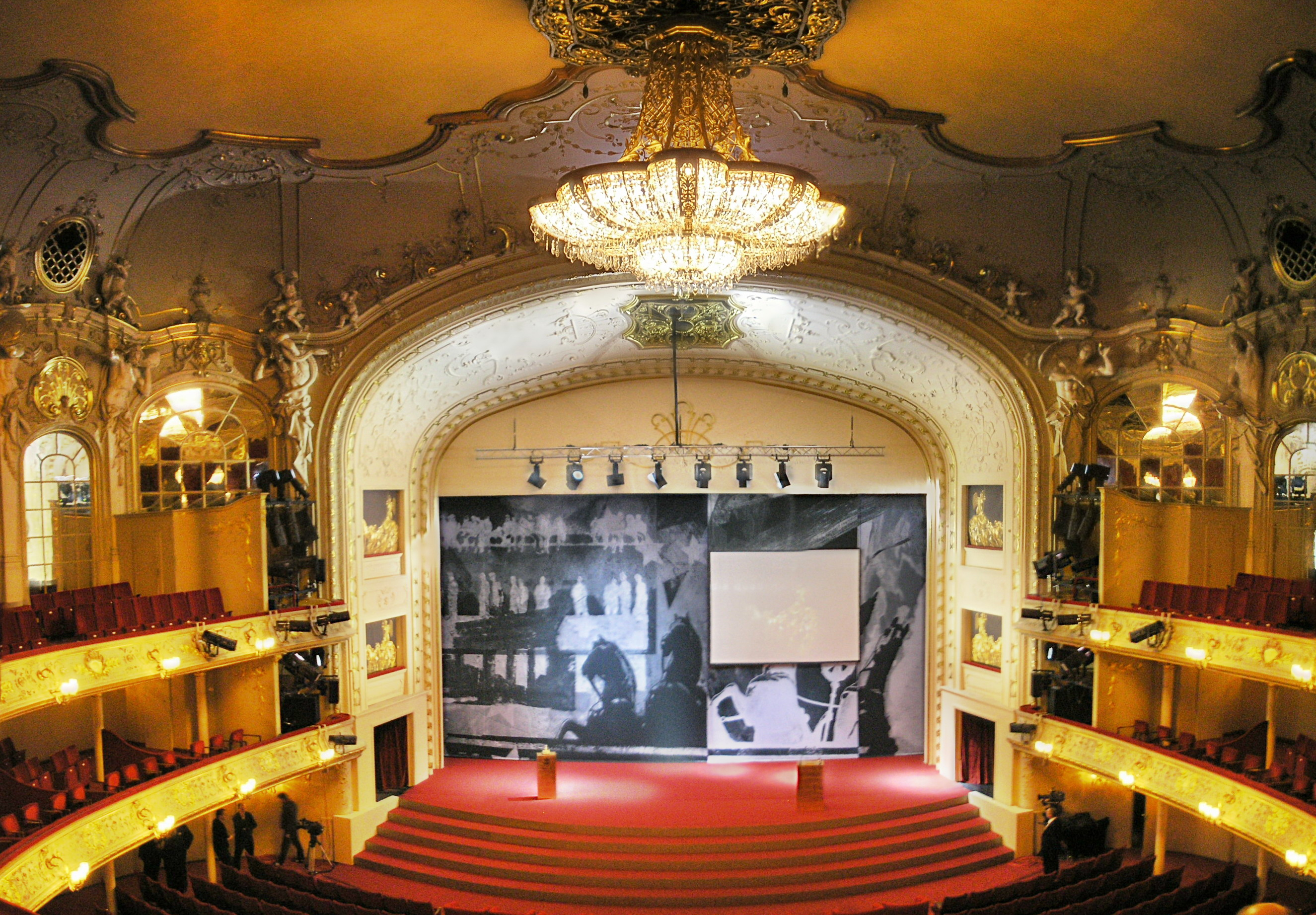
Interiören i Komische Oper Berlin.

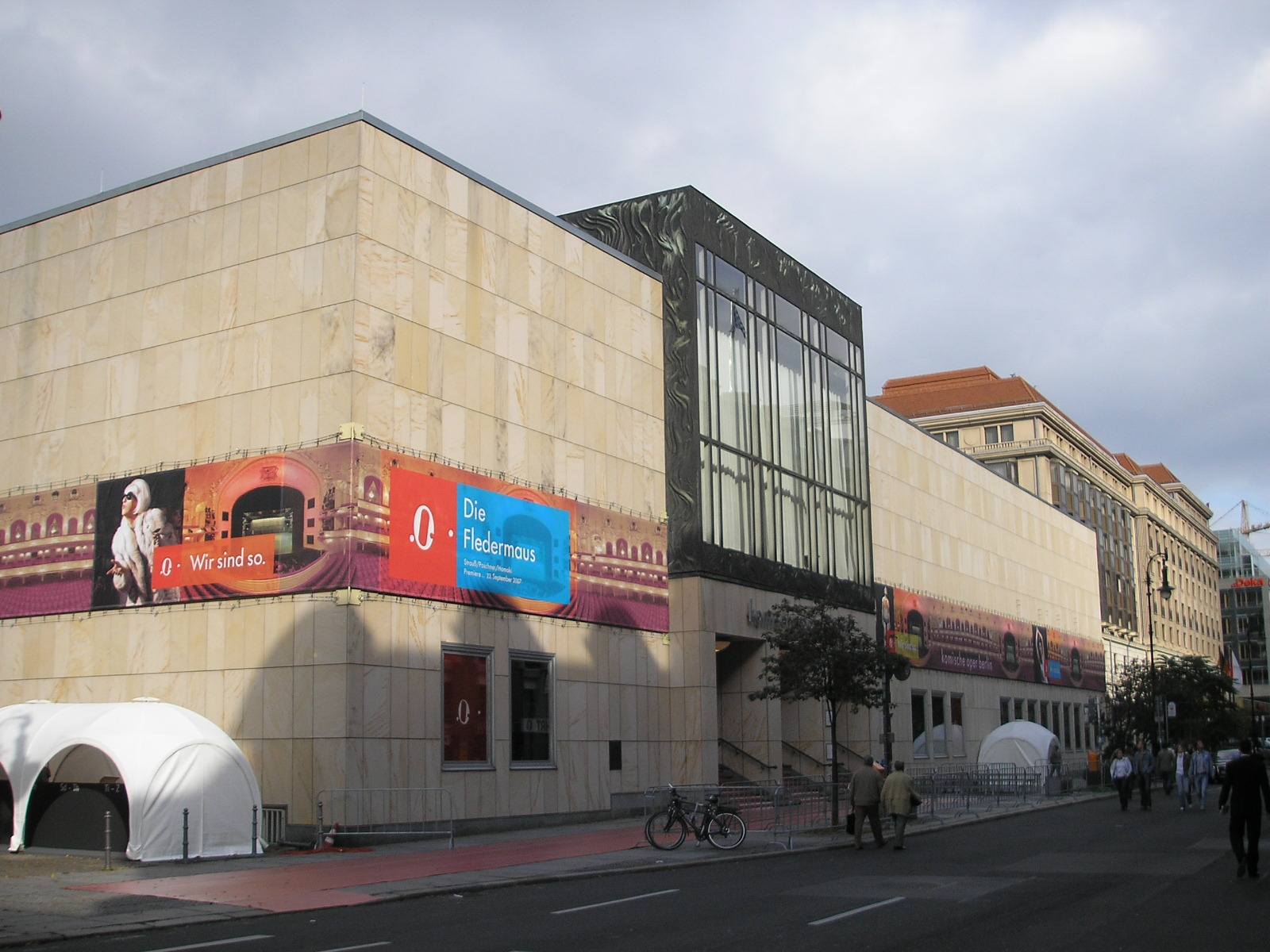
Komische Oper Berlin, 2007

Komische Oper Berlin är ett operahus i stadsdelen Mitte i centrala Berlin. Operan är den minsta av Berlins tre statsägda operor, där de andra två är Staatsoper Unter den Linden och Deutsche Oper Berlin.

## Operahuset
Byggnaden uppfördes ursprungligen 1891-1892 enligt ritningar av den österrikiska arkitektbyrån Fellner & Helmer. Teatern (Metropolteatern) kom att erbjuda ett program av revyer och operetter. Under andra världskriget skadades byggnaden svårt men kom därefter att repareras. Ny verksamhet (som Komische Oper) inleddes i december 1947. Först vid en modernisering mellan 1965 och 1966 fick byggnaden sitt nuvarande utseende.

## Repertoar
Redan 1947 hade den österrikiska regissören Walter Felsenstein etablerat en ny ensemble. Han var operans intendent fram till sin död 1975. Sedan var Joachim Herz (1976-80), Harry Kupfer (1981-2001) och Andreas Homoki (sedan 2002) husets ledare.
Från 1966 till 2004 fanns en framgångsrik balett i samma byggnad.

## Källhänvisningar
1. ↑  "Stiftung Oper in Berlin". Oper-in-berlin.de. Läst 2 augusti 2014. (engelska)
2. ↑  Sohlmans musiklexikon (1977), band 4, sid. 133